# Spektrallinjeopløsning
Spektrallinjeopløsning er et mål for den præcision, hvormed man kan måle spektrallinjer.
Spektrallinjeopløsning måles i Ångstrøm (Å) eller nanometer (nm).
| Astronomi | Spire Denne artikel om astronomi er en spire som bør udbygges. Du er velkommen til at hjælpe Wikipedia ved at udvide den. |